# 米斯克
米斯克是玻利維亞的城鎮，由科恰班巴省負責管轄，位於該國中部，距離首府科恰班巴約150公里，海拔高度2,018米，每年平均降雨量約550毫米，2010年人口3,582。

## 外部連結
- Instituto Nacional de Estadística (Spanish)
- Map of Mizque Province

17°56′S 65°19′W / 17.933°S 65.317°W